# Камучони (Новара)
Камучони је насеље у Италији у округу Новара, региону Пијемонт.
Према процени из 2011. у насељу је живело 49 становника. Насеље се налази на надморској висини од 283 м.